# Michel Averseng
Michel Averseng (Toulouse, agosto de 1936) es un artista escultor francés.

## Datos biográficos
Nacido en Toulouse en 1936. Tras estudiar en la École des Beaux-Arts de Toulouse, ingresó en el taller Gimond de la Escuela Nacional de Bellas Artes en París., antes de hacer su servicio militar en Argelia. A su regreso, recibió varios premios incluyendo el Premio de la Fundación Renault, se trasladó a Japón como becario del Gobierno japonés. Permaneció allí durante dos años al término de los que produjo la obra monumental Okasan y Akachan para el Taller Masuda en Kyoto. Él tiene la oportunidad de familiarizarse con la fundición de bronce.
Viajó a lo largo diferentes países del Lejano Oriente, donde quedó particularmente impresionado por Camboya; a continuación permaneció durante dos años en Australia.
Desde su regreso a Francia en 1971, se dedicó exclusivamente a la escultura. Dedicado a la creación de una obra figurativa, participó en muchos eventos artísticos en París y provincias. En 1978, abrió su propia fundición en la región de Toulouse y trasladó a bronce muchas de sus obras.
Durante la década de 1990, enseñó dibujo y escultura en la Academia de Bellas Artes en Chaville (92) a lo largo de quince años.
En 2002, abandonó la región de París y se instaló en la zona de Toulouse, donde continúa su actividad creativa en su nuevo taller.

### Premios
Averseng ha obtenido diferentes prestigiosos premios:
- Instituto de Francia, Academia de Bellas Artes de Francia: premio Claude Raphaël Leygue, premio Hector Lefuel, premio Eugène Piot
- Salón de los Artistas Franceses: Medalla de Honor (2000)
- Fundación Taylor: premio Charles Malfray, premio Taylor, gran premio André Graëc (2006)
- Premio de escultura en la exposición de Sainte-Maure-de-Touraine
- Academia del Languedoc (Wikipedia en francés): premio Carlo Sarrrabezolles (2006)
- 16 Salón nacional de los Pintores de la Armada en los Inválidos: premio de escultura (2009)

## Trabajo de organización
Es miembro de la Junta Directiva de la ADAGP (del francés: Société des Auteurs Dans Les Arts Graphiques et Plastiques)) la organización encargada de proteger "los derechos de los artistas franceses y sus regalías; ha participado durante muchos años en el Salón de artistas franceses del que es presidente del departamento de escultura.
Desde el 19 de enero de 2010, Michel Averseng es vicepresidente de la Sociedad de Artistas Franceses.